# Томпсонтаун (Пенсилванија)
Томпсонтаун (енгл. Thompsontown) град је у америчкој савезној држави Пенсилванија.

## Демографија
По попису из 2010. године број становника је 697, што је 14 (-2,0%) становника мање него 2000. године.
| Група             | 2000.       | 2010.       |
| Белци             | 707 (99,4%) | 685 (98,3%) |
| Афроамериканци    | 0 (0,0%)    | 1 (0,1%)    |
| Азијати           | 2 (0,3%)    | 3 (0,4%)    |
| Хиспаноамериканци | 1 (0,1%)    | 3 (0,4%)    |
| Укупно            | 711         | 697         |